# Weespertrekvaartmannen
De Weespertrekvaartmannen is een Amsterdams uit een dertigtal tenoren bestaande mannenkoor, dat het “andere lied van de zee” brengt: poëtische Nederlandstalige nummers over water, scheepvaart, Amsterdam, liefde en heimwee. Het in 1993 opgerichte koor staat onder leiding van dirigent Vincent de Lange en wordt begeleid op accordeon.

## Geschiedenis
Het mannenkoor de Weespertrekvaartmannen werd in 1993 opgericht bij sportvereniging De Meer, toen enkele leden ontdekten dat zij gezamenlijk konden zingen. Hun eerste officiële optreden vond plaats tijdens de clubkampioenschappen in hun eigen verenigingshonk. De naam van het koor verwijst naar de ligging van de kantine aan de Weespertrekvaart. In 2006 werd besloten het woord ‘koor’ te laten vervallen en sindsdien draagt de groep de naam Weespertrekvaartmannen.
In 1994 verleende het koor medewerking aan De dood en de Zee, een volksopera van Jeff Hofmeister. Een jaar later trad het voor het eerst op tijdens Sail Amsterdam, een optreden dat vervolgens iedere vijf jaar werd herhaald. In 1996 verscheen de eerste cd, getiteld Eerste Zeedee, en werd de vereniging formeel opgericht. Het dertigjarig jubileum werd op 17 november 2023 gevierd met een concert in het Zonnehuis in Amsterdam-Noord. Ter gelegenheid daarvan verscheen de zesde cd, 30 jaar tussen de wolken en het water.

## Samenstelling
Het koor bestaat uit een dertigtal tenoren. Sinds de oprichting hebben zij onder leiding gestaan van dirigent Vincent de Lange. Het koor wordt gecomplementeerd door accordeonisten Paulien Dekker en Henriette Oudshoorn.

## Repertoire
Het repertoire van de Weespertrekvaartmannen omvat liederen over water, polders, dijken, het zeemansleven en de stad Amsterdam, maar ook over thema’s als liefde, weemoed, verlangen en heimwee. De teksten zijn afkomstig van onder anderen Jacques Brel, Jeff Hofmeister, Rowwen Hèze, Jeroen Zijlstra, Bertolt Brecht, De Dijk, Van Dik Hout, Thé Lau, Ramses Shaffy, Raymond van het Groenewoud, en Peter Beense. Ook zijn er liederen uit gedichten van Slauerhoff en Marsman, die op muziek zijn gezet door Vincent de Lange. Daarnaast voert het koor ook traditionele shantyliederen uit. De liederen worden afwisselend gezongen door het gehele koor en in solistische bijdragen van de leden.
Het merendeel van de nummers is Nederlandstalig, maar het repertoire bevat tevens werken in het Duits, Engels en Italiaans. De dirigent, Vincent de Lange, zingt daarnaast in het Napolitaans. De muzikale begeleiding wordt verzorgd door accordeonisten Paulien Dekker en Henriette Oudshoorn.